# Goran Petrović

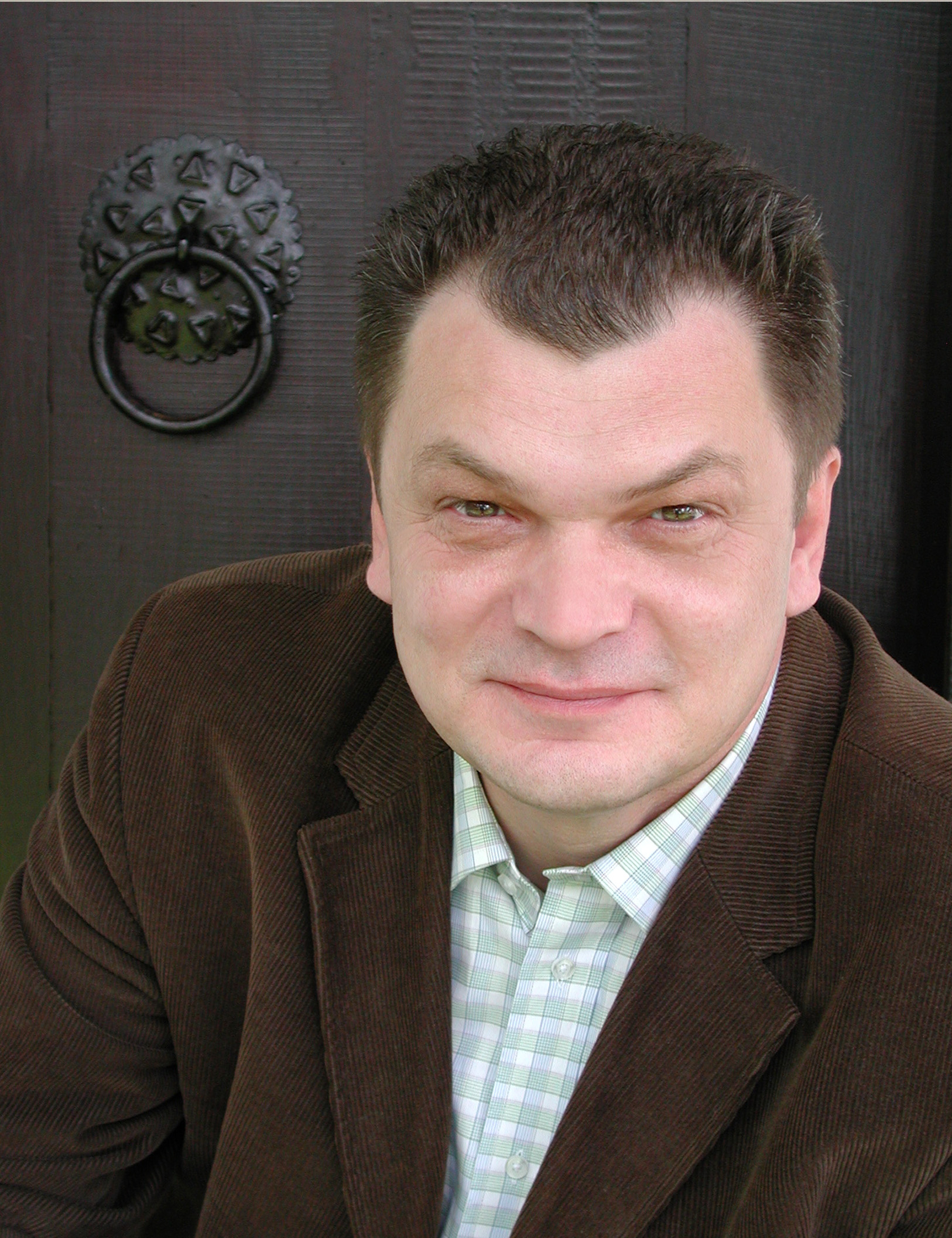
Goran Petrović (2013)

Goran Petrović (serbisch-kyrillisch Горан Петровић; * 1. Juli 1961 in Kraljevo, Jugoslawien; † 26. Januar 2024 in Belgrad) war ein serbischer Schriftsteller.

## Leben
Petrović studierte serbische Literatur an der Philologischen Fakultät der Universität Belgrad. Er arbeitete als Verlagslektor in Belgrad und als Bibliothekar in der Stadtbücherei der Stadt Žiča in der Nähe seiner Geburtsstadt. Er ist einer der meistgelesenen serbischen Autoren in seiner Heimat. Seine Romane und Erzählungen wurden mit vielen der nationalen Literaturpreise ausgezeichnet.
Ab 1. November 2012 war Petrović korrespondierendes Mitglied der Serbischen Akademie der Wissenschaften und Künste.
Am 26. Januar 2024 starb Goran Petrović im Alter von 62 Jahren in Belgrad.

## Preise und Auszeichnungen
- 2000: NIN-Literaturpreis für Die Villa am Rande der Zeit.
- 2006: Andrić-Preis für Razlike.

## Veröffentlichungen
- 1989: Saveti za lakši život (Ratschläge für ein einfacheres Leben), Kurzgeschichten.
- 1993: Atlas opisan nebom.
- 1996: Ostrovo i okolne priče.
- 1997: Opsada crkve Svetog Spasa.
- 2000: Sitničarnica “Kod srećne ruke”.
  - 2010: deutsch: Die Villa am Rande der Zeit. Roman. dtv, München, ISBN 978-3-423-24824-2.
- 2002: Bližnji.
- 2004: Skela (Fähre), Drama.
- 2006: Ispod tavanice koja se ljuspa.
  - 2013: deutsch: Ein Sternenzelt aus Stuck. Roman. dtv, München 2013, ISBN 978-3-423-24970-6.[2]
- 2006: Razlike.